# Drew Dalman
Drew Brazil Dalman (Salinas, 15 ottobre 1998) è un giocatore di football americano statunitense che milita nel ruolo di centro per i Chicago Bears della National Football League (NFL).

## Carriera

### Atlanta Falcons
Dalman al college giocò a football a Stanford. Fu scelto nel corso del quarto giro (114º assoluto) nel Draft NFL 2021 dagli Atlanta Falcons. Debuttò come professionista subentrando nella gara della settimana 1 contro i Philadelphia Eagles. La sua stagione da rookie si concluse disputando tutte le 17 partite, nessuna delle quali come titolare.

### Chicago Bears
Il 10 marzo 2025 Dalman firmò con i Chicago Bears un contratto triennale del valore di 42 milioni di dollari.

## Famiglia
È figlio dell'ex giocatore dei San Francisco 49ers Chris Dalman.